# Patadakal
Patadakal, imenovan tudi Raktapura, je kompleks hindujskih in džainističnih templjev iz 7. in 8. stoletja v severni Karnataki v Indiji. Na zahodnem bregu reke Malaprabha v okrožju Bagalkot je ta Unescova svetovna dediščina 23 kilometrov od Badamija in približno 9,7 kilometrov od Aihole, ki sta zgodovinsko pomembni središči spomenikov Čalukja. Spomenik je zaščiteno območje po indijski zakonodaji in ga upravlja Arheološki zavod Indije (ASI).
UNESCO je Patadakal opisal kot »harmonično mešanico arhitekturnih oblik iz severne in južne Indije« in ponazoritev »eklektične umetnosti« na svojem vrhuncu. Hindujski templji so na splošno posvečeni Šivi, predstavljeni pa so tudi elementi teologije in legend vaišnavizma in šaktizma. Frizi v hindujskih templjih prikazujejo različne vedske in puranske koncepte, prikazujejo zgodbe iz Ramajane, Mahabharate, Bhagavata Purane, kot tudi elemente drugih hindujskih besedil, kot sta Pančatantra00 in 00Kirātārdžunīja. Džainistični tempelj je posvečen samo enemu Džini. Najbolj sofisticirane templje s kompleksnimi frizami in fuzijo severnega in južnjaškega sloga najdemo v templjih Papanatha in Virupakša. Tempelj Virupakša je aktivna hiša hindujskega bogoslužja.
Reka Malaprabha, pritok reke Krišna, ki seka čez dolino, obdano z gorami in ravninami, ima velik pomen in mesto v zgodovini južne Indije. Izvor te reke je Kanakumbi, okrožje Belagavi, v regiji Zahodnih Gatov, ki teče proti vzhodni strani. Le en kilometer preden doseže Patadakal, začne teči od juga proti severu. Po hindujski tradiciji se reka, ki teče v smeri severa, imenuje tudi Utarvahini Ganga.

## Lokacija
Spomeniki Patadakal so v indijski zvezni državi Karnataka, približno 165 kilometrov jugovzhodno od Belgauma, 265 kilometrov severovzhodno od Goe, 23 km od Badamija, prek državne ceste SH14 Karnatake in približno 9,7 km od mesta Aihole, sredi gora iz peščenjaka in doline reke Malaprabha. Skupno je več kot 150 hindujskih, džainističnih in budističnih spomenikov ter arheoloških odkritij, ki segajo v obdobje od 4. do 10. stoletja našega štetja, poleg predzgodovinskih dolmenov in jamskih poslikav, ki so ohranjene na mestu Patadakal-Badami-Aihole.
Bližnja letališča so:
- Letališče Sambra Belgaum (koda IATA: IXG), 3 ure vožnje proti zahodu, ki opravlja dnevne lete v Mumbaj, Bangalore in Čenaj.
- Letališče Hubballi je tudi 3 ure vožnje od Patadkala. Letališče Hubali je dobro povezano z Bengalurujem, Mumbajem, Čenajem, Kočijem, Delhijem

Dostop do lokacije je možen tudi z vlakom prek storitve indijskih železnic, ki se ustavi v Badamiju na progi Hubali-Solapur.

## Zgodovina
Patadakal (»kamen kronanja«) je veljal za sveto mesto, kjer je reka Malaprabha zavila proti severu proti Himalaji in gori Kailaš (uttara-vahini). Kot pove že njegovo ime, so ga med dinastijo Čalukja uporabljali za slovesnosti kronanja, kot je bila Vinajaditja v 7. stoletju n. št. Druga imena, po katerih je bil ta kraj znan, so bila Kisuvolal, kar pomeni 'dolina rdeče prsti', Raktapura, kar pomeni 'mesto rdeče', in Pattada-Kisuvolal, kar pomeni 'dolina rdeče zemlje za kronanje'. Najdišče, navaja Indijski arheološki pregled, je omenjeno v besedilih Srividžaje, Ptolemaj pa ga v svoji Geografiji imenuje Petirgal.
Zgodnji vladarji Čalukja med 5. in 6. stoletjem so bili vaišnaviti (skupnost, ki verjame in moli Gospoda Višnuja, privrženci vaišnavizma), nato pa so se spreobrnili v šivaite (skupnost, ki veruje in moli Gospoda Šivo in privržence šivaizem). Zato so templji v in okoli tega kompleksa posvečeni Gospodu Šivi.
Patadakal je skupaj z bližnjima Aiholejem in Badamijem postal glavno kulturno središče in versko mesto za inovacije v arhitekturi in eksperimentiranje z idejami. Vladavina Guptskega imperija v 5. stoletju je prinesla obdobje politične stabilnosti, med katerim je Aihole postal središče učenjakov. Eksperimenti v arhitekturi so se v naslednjih dveh stoletjih razširili na Badami. Ta kultura učenja je zajela Patadakal v 7. stoletju, ki je postal povezava, kjer so se zlivale ideje iz severne in južne Indije. V tem zadnjem obdobju je imperij Čalukja zgradil veliko templjev v regiji Aihole-Badami-Pattadakal.
Po padcu imperija Čalukja je regijo priključilo kraljestvo Raštrakuta, ki je regiji vladalo v 10. stoletju. V 11. stoletju in v 12. stoletju je regija prišla pod vladavino poznih Čalukja (Zahodni Čalukja imperij, Čalukja iz Kaljana), veja zgodnjega Čalukja imperija. Čeprav območje ni bilo glavno mesto niti v njegovi bližini, številni viri, kot so napisi, sodobna besedila in arhitekturni slog, kažejo, da so od 9. do 12. stoletja še naprej gradili nove hindujske, džainistične in budistične templje in samostane v regiji Patadakal. Zgodovinar George Michell to pripisuje prisotnosti precejšnjega števila prebivalstva in njegovemu rastočemu bogastvu.
Na začetku 14. stoletja je bil Patadakal, dolina Malaprabha, kot tudi velik del regije Dekanske planote, predmet napadov in plenjenj vojske Delhijskega sultanata, ki je opustošila regijo. To obdobje se je končalo z vzponom imperija Vidžažjyanagara. Odgovoren je bil za gradnjo utrdb za zaščito spomenikov, kar dokazujejo napisi v utrdbi v Badamiju. Patadakal je bil del obmejne regije, ki je bila priča vojnam med Vidžajanagaro in sultanati na severu. Po razpadu imperija Vidžajanagara leta 1565 je Patadakal priključil sultanat Bidžapur, ki mu je vladala dinastija Adil Šahi. V poznem 17. stoletju je Mogulsko cesarstvo pod Aurangzebom od sultanata prevzel nadzor nad Patadakalom. Po propadu Mogulskega cesarstva je Patadakal prešel pod nadzor imperija Marata. Kasneje je spet zamenjal lastnika, ko sta Haider Ali in Tipu Sultan prevzela nadzor nad njim v poznem 18. stoletju, vendar ga izgubila, ko so Britanci premagali Tipu Sultana in priključili regijo.
Spomeniki v Patadakalu so dokaz obstoja in zgodovine interakcije med zgodnjim severnim in južnim slogom hindujske umetnosti. Po mnenju T. Richarda Blurtona je zgodovina tempeljske umetnosti v severni Indiji nejasna, saj so regijo večkrat plenili vsiljivci iz Srednje Azije, zlasti med muslimanskimi vdori od 11. stoletja naprej. Poznejše »vojskovanje je močno zmanjšalo število ohranjenih primerkov«. Spomeniki Patadakal, dokončani v 7. in 8. stoletju, so med najzgodnejšimi ohranjenimi primeri teh zgodnjih verskih umetnosti in idej.

### Prazgodovinski spomeniki
Na podlagi nekaterih nedavnih ugotovitev arheologa in predzgodovinarja, ki jih je prof. Ravi Korisettar objavil za National Institutes of Advance Studies, Indija, rokodelci iz zgodnjega Čalukja niso bili prvi, ki so gradili spomenike v dolini Malaprabha. V Bačinagudi, le nekaj kilometrov zahodno od Patadakala, ob cesti, ki vodi v Badami, je grobo videti spomenik, za katerega se verjame, da sega v železno dobo (približno 1200 pr. n. št. – 500 pr. n. št.). Ta spomenik, imenovan dolmen, spada v razred struktur, imenovanih megaliti, ki so bili postavljeni po vsej južni Indiji večinoma v železni dobi in zgodnjem zgodovinskem obdobju, ki je sledilo.

## Opis

### Najdišče
V Patadakalu je deset večjih templjev, devet hindujskih in en džainistični, skupaj s številnimi majhnimi svetišči in podstavki. Osem večjih templjev je zbranih skupaj, deveti približno pol kilometra južno od tega grozda, deseti, džainistični tempelj, pa je približno kilometer zahodno od glavnega grozda. Hindujski templji so vsi povezani s sprehajalno potjo, medtem ko ima džainistični tempelj dostop po cesti.

### Slog
Spomeniki Patadakal odražajo zlitje dveh glavnih indijskih arhitekturnih slogov, enega iz severne Indije (Rekha-Nagara-Prasada) in drugega iz južne Indije (Dravida-Vimana). Štirje templji so bili zgrajeni v slogu Čalukja Dravida, štirje v slogu Nagara severne Indije, medtem ko je tempelj Papanatha zlitje obeh. Devet hindujskih templjev je posvečenih Šivi in so na bregovih reke Malaprabha. Najstarejši od teh templjev je Sangamešvara, ki je bil zgrajen med vladavino Vidžajaditja Satjašraja, med letoma 697 in 733. Največji od templjev v Patadakalu je tempelj Virupakša, ki je bil zgrajen med letoma 740 in 745.
Zadnji tempelj, zgrajen v skupini spomenikov, je džainistični tempelj, lokalno poznan kot tempelj Džain Narajana, ki je bil verjetno zgrajen v 9. stoletju med vladavino Krišne II. Raštrakutasa. Njegov slog je oblikovan po vzorcu templja Kailasanatha v Kančipuramu.
Strukture templja so bile zgrajene iz peščenjaka, ki ga v Patadakalu v izobilju najdemo lokalno. Nekatere skulpture so izklesane iz poliranega črnega granita.

### Tempelj Kadasidhešvara
Relativno majhen tempelj, Arheološki zavod Indije ga datira v sredino 7. stoletja našega štetja, vendar ga George Michell datira v zgodnje 8. stoletje. Tempelj je obrnjen proti vzhodu in je zgrajen okrog kvadratne garbhagrihe (sacrum sanctum). V njem je lingam na peethi (ploščadi), bik Nandi pa je obrnjen proti njej od zunaj; okoli središča križnice je mandapa. Druga mandapa zagotavlja krožno pot v razširjeni aksialni postavitvi. Velik del templja je bil v stoletjih erodiran ali poškodovan. Šikara (stolp) je severni slog Nagara (Rekhanagara) s projekcijo sukanasa na vzhodu. Sukanasa ima poškodovanega Natarajo, ki ga spremlja Parvati.
Zunanje stene svetišča Kada Sidhešvara prikazujejo podobe Ardhanarišvara (pol Šiva, pol Parvati) na severu, Harihara (pol Šiva, pol Višnu) na zahodu in Lakuliša na jugu. Na prekladi pri vhodu v svetišče sta nameščena Šiva in Parvati, ki ju na obeh straneh spremljata Brahma in Višnu. Stopnice ob vhodu v svetišče obdajajo rečni boginji Ganga in Jamuna s spremljevalci.

### Tempelj Džambulingešvara
Drugi majhen tempelj, tempelj Džambulingešvara, imenovan tudi tempelj Džambulinga, je bil po različnih ocenah ASI in Michella dokončan med sredino 7. in zgodnjim 8. stoletjem. Tempelj je zgrajen okrog kvadratne garbhegrihe (sacrum sanctum), katere zunanje stene imajo zapletene devakoštha (niše s prečkami z okrašenimi okvirji s Hamso in mitskimi makarami). Znotraj okvirjev so podobe Višnuja na severu, Surje (boga sonca) na zahodu in Lakuliše na jugu. Tempelj eksperimentira tudi z idejo projiciranja sukanase iz šikare spredaj, čez mandapo. Tempelj je še vedno obrnjen proti vzhodu in pozdravlja sončni vzhod. Tudi Nandi ima dvignjeno ploščad, ki je v ruševinah, slika Nandi pa kaže znake erozije. Plešoči Šiva Nataraja s Parvati in Nandijem ob sebi na sukanasi čelnega loka je bolje ohranjen.
Slog templja je severni rekha-nagara z ukrivljenim profilom kvadratov, ki se zmanjšujejo, ko se dvigajo proti nebu. Amalaka in kalaša severnega sloga pa sta poškodovani in nista na svojem mestu. Vhod v mandapo Džambulingešvara je okrašen s tremi šakhami, vsaka s purnakumbhami pod kapiteli. Friz na temo labodov pokriva prehod z bledimi ostanki izrezljanih labodov, kutov in salov.

### Tempelj Galaganatha
Tempelj Galaganatha leži vzhodno od templja Džambulingešvara. Za razliko od prejšnjih dveh templjev ASI ocenjuje, da je ta tempelj iz sredine 8. stoletja, medtem ko Michell trdi, da je verjetno iz poznega 7. stoletja. Tempelj je v severnem slogu rekha-nagara z lingo in preddverjem (antarala) znotraj svetišča templja (garbhagriha++). Zunaj templja je sedeči Nandi, ki je obrnjen proti svetišču.
Svetišče ima pokrito krožno pot (parikrama patha), kar kaže, da je bila ta hindujska tradicija dobro uveljavljena v 7. do 8. stoletju. V tem templju obstajajo različne mandape, kot je družabna ali skupnostna dvorana (sabha mandapa), ki se uporablja za obredne funkcije, in mukha mandapa, od katere je ostal le temelj. Vhod v mandapo obdajata rečni boginji Ganga in Jamuna.
Tempelj Galagatha je večinoma v ruševinah, razen južnega dela, ki vsebuje izrezljano ploščo, ki prikazuje osemrokega Šivo, ki ubija demona Andhako, medtem ko nosi venec iz lobanj kot jadžnopavita (sveta nit čez prsi).
Po Michellu je tempelj Galaganatha znan po tem, da je skoraj natančna kopija templja Svarga Brahma v Alampurju v Andra Pradešu, templja iz leta 689. Glede na to, da sta bila Alampur in Patadakal del kraljestva Badami Čalukja, je verjetna izmenjava idej. Klet vzhodnega oblikovanja je znana po upodobitvah frizov iz bajk Pančatantre, kot sta zgodba o nagajivi opici in bajka o dvoglavi ptici.

### Tempelj Čandrašekhara
Tempelj Čandrašekhara je majhen tempelj, obrnjen proti vzhodu, brez stolpa. Stoji na južni strani templja Galaganatha. Michell je ta tempelj datiral v pozno 9. ali zgodnje 10. stoletje, medtem ko ga ASI datira v sredino 8. stoletja.
Tempelj ima garbhagriho s Šiva lingo in zaprto dvorano; Nandi sedi na ploščadi proti vzhodu, obrnjen proti lingi. Postavljen je v prostoru dolžine 33,33 čevljev in širine 17,33 čevljev na adhišthana (ploščadi, ki temelji na določenih pravilih oblikovanja v hindujskih besedilih). Zunanje stene templja krasijo podrobni pilastri, ki pa nimajo ornamentov. V stenah na obeh straneh svetišča templja Čandrašekhara je devakostha (niša). Tempelj nima preklade, ima pa dvarapala (varuha) na vsaki strani vhoda; vratni okvirji so izrezljani s šakami.

### Tempelj Sangamešvara
Tempelj Sangamešvara, imenovan tudi tempelj Vidžaješvara, je velik tempelj v dravidskem slogu, obrnjen proti vzhodu, na južni strani templja Čandrašekhara. Napisi v templju in drugi dokazi datirajo v čas med letoma 720 in 733. Smrt njegovega pokroviteljskega kralja, Vidžajaditja, leta 734 n. št. je povzročila, da je tempelj ostal nedokončan, čeprav so se dela v naslednjih stoletjih občasno nadaljevala. Med vladavino Badami Čalukja, med 543-757 n. št., so bili zgrajeni drugi pomembni templji Sangamešvara, kot je tisti v KuDaveliju; v sodobnem času je bil ta tempelj po obsežnih obnovitvenih delih prestavljen v Alampur. Napisi, najdeni v tem in drugih templjih, omenjajo imena donatorjev iz različnih stoletij, vključno s tistimi hindujskih kraljic, kar nakazuje, da so dejavno podpirale tempeljsko arhitekturo in umetnost.
Čeprav tempelj ni največji med tistimi v Patadakalu, je vseeno mogočnih razsežnosti. Tempelj ima kvadratno zasnovo, s svetiščem, obrnjenim proti vzhodu. Svetišče, obdano s pokrito pradakšina patho (obhodno potjo), osvetljeno s tremi izrezljanimi okni. Znotraj svetišča je Šiva Linga. Pred svetiščem je veža, ki jo na vsaki strani obdajajo manjša svetišča. Ta svetišča so nekoč vsebovala rezbarije Ganeše in Durge, vendar so rezbarije od takrat izginile. Še bolj vzhodno od dvorane je sedeč Nandi. Za preddverjem je mandapa, znotraj katere je šestnajst masivnih stebrov, postavljenih v skupine po štiri, ki so bili morda dodani po zaključku gradnje templja.
Nadgradnja vimane nad templjem in zunanje stene templja so dobro ohranjene. Vimana je dvonivojska struktura, okronana s kvadratno kuta-šikhara in kalašo. Stene templja vsebujejo veliko devakostha (niš), vklesanih s podobama Višnuja in Šive, od katerih so nekatere v različnih fazah dokončanja. Tempelj je zgrajen na dvignjeni oblikovani podlagi z okrasnimi frizi slonov, jali in mitskih bitij makara. Nad kapoto (napuščem) so detajlni frizi ganov (igrih palčkov), ki so upodobljeni, kot da se trudijo zadržati težo tempeljske strukture. Parapet prikazuje hara (različne vrste vrvic v besedilih hindujskih templjev) različnih slogov, vključno s karnakutami (kvadratnimi) in salami (podolgovatimi), ki tečejo z motivom pod njimi in so okrašeni s kuduji.
Teme šivaizma, vaišnaizma in šaktizma so predstavljene v rezbarijah v templju. Ikonografija Šive vključuje plešočega Natarajo, Ardhanarišvaro (pol Šiva, pol Parvati kot bistveni polovici drug drugega), Šivo z Bhringijem, Šivo, ki prebada demona Andhako in jogija Lakulišo. Vaišnavska ikonografija vključuje avatarje Višnuja, kot je Varaha, ki dviguje boginjo zemljo (Bhudevi).
Izkopavanja temeljev porušene dvorane v letih 1969 in 1971 so razkrila arheološko pomembno odkritje zidane tempeljske stavbe pod dvorano. To odkritje je vodilo do domneve, da je bila Sangamešvara zgrajena nad starejšim templjem, ki naj bi datiralo v 3. stoletje našega štetja.

### Tempelj Kaši Višvanatha
Tempelj Kaši Višvanatha, znan tudi kot Kašivišvesvara, je še en izmed manjših templjev v Patadakalu. Tempelj je bil različno datiran v pozno 7. stoletje, zgodnje 8. stoletje ali sredino 8. stoletja.
Podobno kot drugi templji je jedro templja Kaši Višvanatha kvadratna garbhagriha (svetišče), v katerem je lingam. Vzhodno od garbhagrihe je oblikovana ploščad Nandi-mandape s podobo sedečega Nandija. Tempelj ima tudi pranalo, kamnito strukturo, ki se uporablja za odvajanje vode, ki se uporablja med pobožnimi dejavnostmi in antaralo ali preddverje, ki se povezuje z mandapo z uničeno vhodno verando. Rečni boginji Ganga in Jamuna sta še vedno vidni na vhodu v mandapo. Tempelj stoji na dvignjeni ploščadi s petimi plastmi okraskov, okrašenih z rezbarijami iz 8. stoletja konjev, slonov, levov, pavov in cvetličnih motivov vinske trte. Stenske površine imajo pare pilastrov, ki podpirajo loke v slogu čaitja. Vhodna vrata imajo Šiva dvarapala (varuha) na vsaki strani.
Skulpture Ardhanarisvara (pol-Šiva, pol-Parvati) in Lakuliša so vklesane v severno steno mandape, vendar so bile poškodovane in uničene. Kapote so okrašene z motivi in izrezljane gane (igrive škratke), ki nosijo girlande; konzole prikazujejo leteče pare in kirtimukhe.
Nadgradnja, ki prikazuje dobro razvit severnoindijski slog Rekha-Nagara, je dvigajoča se petstopenjska projekcija sredinskih kvadratov s kompleksnim vzorcem prepletenih gavakš, vendar zdaj manjkata amalaka in kalaša. Sukanasa, nameščena na zvoniku pred templjem, predstavlja plešočo Uma-Mahešvara (Parvati-Šiva), postavljeno znotraj čaitja-loka.
V notranjosti templja so stebri in pilastri, zapleteno izrezljani s frizi, ki prikazujejo Bhagavata Purano (vaišnavizem), Šiva Purano (šivaizem) in Ramajano. En friz prikazuje demona Ravano, ki dviguje goro Kailaš, drugi prikazujejo igrive potegavščine Krišne, drugi pa pripoveduje Kaljansundarmurti (poroka Šive in Parvati). En relief posebej prikazuje Šivo, ki prihaja iz valjaste linge. Na stropu mandape so izrezljani Šiva, Nandi in Parvati, ki držijo Kartikejo. To podobo koncentrično obdajajo ašta-dikpalas (osem smernih varuhov).

### Tempelj Trailokešvara
Tempelj Trillokešvara je Šivin tempelj iz sredine 8. stoletja, ki ga je sponzorirala kraljica Trailokjamahadevi. Stoji južno od templja Kaši Višvanatha, jugozahodno od templja Sangamešvara in v neposredni bližini Virupakše. Tempelj je bil zgrajen približno ob istem času kot tempelj Virupakša, s podobno zasnovo in postavitvijo, vendar je nekoliko manjši in ima nekaj pomembnih razlik.
Tempelj odraža popolnoma razvito arhitekturo južnoindijskega sloga vimana. Njegova garbhagriya (svetišče) ima Šiva lingo in ima obhodno pot (pradakšina patha). Pred svetiščem je predprostor (antarala) z majhnimi svetišči za Durgo kot Mahišasuramardinija, ki ubije bivoljega demona, in drugo za Ganeša na vsaki strani, oboje je trenutno prazno. Nandi-mandapa je vključen v tempelj, kjer je Nandi obrnjen proti svetišču. Dostop do svetišča je skozi stebrasto sabha-mandapo (skupnostno dvorano) z vhodnimi verandami, ograjenimi prostori (prakaram) in prehodom (pratoli).
Čeprav je tempelj podoben templju Virupakša, eksperimentira z novimi arhitekturnimi idejami, ki ga delajo posebnega. Upodobitev plešočega Šive kot Nataraje v templju Malikardžuna je postavljena v plitvi lok sukanase. Kot drug primer najvišje nadstropje nadgradnje šikara tega templja nima elementov hara (nit), medtem ko je njegova streha polkrogla za razliko od kvadratne strehe templja Virupakša.
Uporaba kamnitih rezbarij za pripovedovanje zgodb je razširjena po vsem templju. Legende hindujskih epov in Purane so upodobljene na tempeljskih stebrih v skupni dvorani. Te zgodbe zajemajo vse glavne tradicije v hinduizmu, vključno s šivaizmom, vaišnavizmom in šaktizmom. Rasa lila Krišne, čigar zgodbe najdemo v Bhagavata Purani, je prikazana na frizih, kot so hindujske basni iz Pančatantre. Tako kot drugi hindujski templji tudi friz templja Malikardžuna prikazuje prizore kama in mithuna zaljubljenih parov. Na drugih mestih so artha prizori, kot je delavec, ki hodi s slonom, ki nosi poleno, in samske ženske z različnimi čustvenimi izrazi vklesani v kamen; ena od teh žensk nosi glasbilo iz 8. stoletja.

### Tempelj Virupakša
Tempelj Virupakša, ki je neposredno južno od templja Malikardžuna, je največji in najbolj prefinjen spomenik v Patadakalu. V napisih se omenja kot »Šri Lokešvara Mahasila Prasada«, po svoji pokroviteljici kraljici Lokmahadevi, in je datiran v približno 740 n. št. Zgrajen je bil po uspešnih vojaških pohodih kralja Vikramaditye II. proti Palavam (4.-9. stoletje n. št.) in napis omenja, da ga je kraljica podelila »glasbenikom templja« in razkriva tudi identiteto glavnega arhitekta »Gunda Anivaritačarja« arhitektu in tako, da mu je kralj Vikramaditja II. podelil čast peridžerepu pata. Tempelj je znan po svojem razponu in kakovosti gradnje, ki ponazarja dobro razvit dravidski arhitekturni slog, pa tudi po vpisanih imenih umetnikov pod ploščami, na katerih so delali.
Kot je običajno pri drugih templjih v Patadakalu, je bil tempelj Virupakša zgrajen obrnjen proti vzhodu s središčem okoli kvadratne garbhagrihe (svetišča) s Šiva Lingo, obkroženo s pokrito krožno potjo (pradakšina patha). Pred svetiščem je antarala z dvema majhnima svetiščema, znotraj katerih sta obrnjeni podobi Ganeša in Parvati, v njenem vidiku Durga kot Mahišasuramardini, ki ubija bivoljega demona. Zunanji paviljon Nandi je poravnan na osi vzhod-zahod, tako kot mandapa in predprostor. Tempelj tvori pravokotnik, sestavljen iz zlitih kvadratov, omejenih z zidovi, ki so okrašeni z rezbarijami.  Znotraj kompleksa so manjša svetišča, ki jih je bilo nekoč 32, glede na tloris temeljev, vendar je bila večina od takrat izgubljena. Vhod vodi do mandape z 18 stebri (4-5-hodnik-5-4, s sklopom 4x4, ki tvori notranjo mandapo, in dvema, ki vodita do prostora darshana).
Stolp nad svetiščem je trinadstropna piramidalna zgradba, pri čemer vsako nadstropje nosi motive, ki odražajo tiste v svetišču spodaj. Vendar pa so zaradi jasnosti kompozicije obrtniki poenostavili teme v pilastrskih projekcijah in zapletenih rezbarijah. Tretje nadstropje je najpreprostejše, saj ima samo parapet, streho kuta, pri čemer je vsako lice okrašeno z gavakšo – struktura, ki je pogosta v kasnejših dravidskih arhitekturnih hindujskih templjih. Kalaši podoben lonček, ki ga najdemo na festivalih, družabnih obredih in osebnih obredih, kot so poroke, ovenča tempelj. Vrh tega lonca je 17,5 metrov nad tempeljskim tlakom, kar je najvišje za kateri koli južnoindijski tempelj pred 9. stoletjem. Sukanasa na stolpu je velika, presega polovico višine nadgradnje, da bi olajšala vidljivost od daleč.
Stene svetišča in tudi stene bližnjega prostora mandapa so okrašene z zapletenimi podrobnimi rezbarijami. Te rezbarije prikazujejo podobe šivaizma, vaišnavizma in šaktizma ter teme, kot so Narasimha in Varaha (vaišavizem), Bhairava in Nataraja (šivavizem), Harihara (pol Šiva-pol Višnu), Lakulisa (šivavizem), Brahma, Durga, Sarasvati, Lakšmi in drugi. Po besedah Georgea Michella so rezbarije na stenah in verandi zunanjosti templja Virupakša »nosilci raznolikih kiparskih kompozicij, daleč najštevilnejših na katerem koli zgodnjem čalukja spomeniku«. Razen hindujskih bogov in boginj številne plošče prikazujejo ljudi kot pare, v dvorjenju in mithuni ali kot posameznike, ki nosijo nakit ali nosijo delovne pripomočke.
Tempelj ima številne frize, ki zajemajo različne teme, kot so na primer dva moška, ki se rokujeta, riši z Višnujem, riši s Šivo, Višnu, ki rešuje slona Gadžendra, ki ga je krokodil ujel v lotosovem ribniku, prizori puščavnic in sadhujev, ki sedijo v meditativni položaj joge. Vedska božanstva, kot je Surja na kočiji z Aruno, Indra na slonu in druga, so vklesana v kamen. Nekateri prikazujejo prizore iz Ramajane, kot so tisti, ki vključujejo hanumana, ki sedi na visokem stolu, narejenem iz lastnega čarobnega repa in višje od višine ravaninega prestola, zlatega jelena, Hanumana, Sugrive, Valija, Ravane in ptice Džataju, Sito, ki je bila ugrabljena, boji Rame in Lakšmane. Drugi frizi prikazujejo prizore iz Mahabharate, Vasudevo, ki ga je zaprl Kamsa, in rojstvo Sr Krišne, Krišnino igrivo življenjsko zgodbo v Bhagavata Purani in Harivamsi ter basni iz Pančatantre in drugih hindujskih besedil.
Tempelj vsebuje zgodovinsko pomembne napise, ki dajejo namige o družbi in kulturi Indije iz 8. stoletja. En napis na primer omenja, da je kraljica podelila "tempeljskim glasbenikom".
Slavni tempelj Kailaša v jamah Elora je bil oblikovan po tem templju, čeprav je bil tempelj Virupakša sam oblikovan po templju Kailasanatha v Kančipuramu.

### Tempelj Džain Narajana
Džainistični tempelj v Patadakalu je bil zgrajen v 9. stoletju, verjetno s sponzorstvom kralja Raštrakuta Krišne II. ali Kaljani Čalukja. Za razliko od ostalih devetih templjev, v templju Narajana manjkajo hindujska božanstva in zapletene plošče drugih devetih, temveč ima kip Džine, vklesan v kapota na severni strani.
Tako kot hindujski templji ima tudi ta tempelj kvadratno svetišče, krožno pot, preddverje, mandapo in verando. Mandapa je razdeljena na sedem obokov na severni in južni steni z ozkimi nišami, ki vsebujejo sedeče Džine. Oboki so v severnoindijskem slogu, nadstropje stolpa pa ima izrezljano kvadratno šikaro.
Mandapa ima vrsto ima vrsto struženih stebrov iz peščenjaka. Kakšasane so okrašene s figurami plesalcev, purna-ghat, nidijev, vjal, vendar so nekatera umetniška dela le delno dokončana. Na vhodu so izrezljani slonji trup v naravni velikosti z jezdeci. Po besedah Adama Hardyja so niše tega džainističnega templja mandape morda prej vsebovale podobe.
Indijski arheološki zavod je na tem mestu izvedel izkopavanja, ki so prinesla dokaze o starejšem templju in prisotnosti Džaina. Po navedbah ASI so izkopavanja odkrila »ostanke velikega tempeljskega kompleksa, zgrajenega iz opeke, in tudi čudovito skulpturo Tirthankare, ki stoji v sama-bhangi, kar kaže na obstoj templja, verjetno iz obdobja pred ali na začetku zgodnjega«.

## Pomen
Po besedah umetnostne zgodovinarke Cathleen Cummings so spomeniki v Patadakalu zgodovinsko pomemben primer vere, družbe in kulture, zlasti hindujske in džainistične, v regiji Dekanske planote in so izraz hindujskega kraljevanja in verskega pogleda na svet Indije v 8. stoletju. Piše, da rokodelci izražajo nasprotujoča si pojma darma (dolžnost, vrlina, pravičnost) in mokša (osvoboditev) v hindujski teologiji, zlasti pašupatski šivizem. Nadalje navaja, da pomen ni samo v posameznih podobah, temveč tudi v njihovi relativni lokaciji in zaporedju ter v tem, kako izraža zgodovinsko napetost v hindujski verski tradiciji med dostojanstvenim življenjem lastnika in življenjem meniha.
Izraz darme, zlasti radža-darme (kraljeva oblast in dolžnost), kot jo ponazarjata Rama in mokša, je viden v različnih templjih v Patadakalu. Prvi je upodobljen v različnih frizih z uporabo primerov Ramove življenjske zgodbe iz Ramajane, medtem ko je drugi izražen s podobami Lakuliše, Nataraje, Joge in številnih asketov. Druge podobe, ki so še posebej razširjene v Patadakalu, so tiste med Purušo in Prakriti, dušo in materijo, moškim in ženskim.
Templji v Patadakalu simbolizirajo nagnjenost Čalukja k integraciji in eksperimentiranju, kar ima za posledico združitev severnega in južnega indijskega arhitekturnega sloga. To je še posebej očitno, če arhitekturo v Patadakalu, Aiholeju in Badamiju pogledamo skupaj. Aihole je v 5. stoletju služil kot inkubator za koncepte, ki so pripeljali do te integracije slogov. Ti koncepti so bili nadalje izpopolnjeni v Badamiju v 6. in 7. stoletju. Vrhunec tega je, kot opisuje UNESCO, »vrhunec eklektične umetnosti, ki je v 7. in 8. stoletju dosegla harmonično mešanico arhitekturnih oblik s severa in juga Indije«.

## Glasba in umetnost zgodnjega srednjega veka
Med skulpturami v Patadakalu je ena lutnja z dolgim vratom (podobna sitarju) iz 10. stoletja. Najdišče prikazuje tudi frize z bolj običajnimi glasbili, vendar lutnja z dolgim vratom nakazuje, da je obstajala tradicija glasbenikov, ki so uvajali nove modele instrumentov. Drug primer so citre iz 7. stoletja, ki so jih našli vklesane v nizkem reliefu v Mahabalipuramu v Tamil Naduju.